# Anthony Kim
Anthony Ha-Jin Kim (* 19. Juni 1985 in Los Angeles) ist ein US-amerikanischer Berufsgolfer koreanischer Abstammung.

## Werdegang
Nach einer erfolgreichen Amateurlaufbahn, die ihn ins siegreiche Team der USA des Walker Cups 2005 führte, wurde er im Jahr 2006 Berufsgolfer. 2007 qualifizierte er sich für die PGA TOUR und konnte in seiner ersten Spielzeit mit vier Platzierungen unter den Top 10 in die ersten Hundert der Golfweltrangliste vordringen. Im Jahre 2008 gelangen Kim die ersten Turniersiege, und er qualifiziert sich für das Team der USA beim Ryder Cup 2008, das die Trophäe erstmals seit 1999 gewinnen konnte.

## PGA Tour Siege
- 2008 Wachovia Championship, AT&T National
- 2010 Shell Houston Open

## Andere Turniersiege
- 2009 Kiwi Challenge

## Resultate bei Major Championships
| Turnier               | 2007 | 2008 | 2009 | 2010 | 2011 | 2012 | 2013 |
| --------------------- | ---- | ---- | ---- | ---- | ---- | ---- | ---- |
| The Masters           | DNP  | DNP  | T20  | 3    | CUT  | DNP  | DNP  |
| U.S. Open             | T20  | T26  | T16  | DNP  | T54  | DNP  | CUT  |
| The Open Championship | DNP  | T7   | CUT  | DNP  | T5   | DNP  | DNP  |
| PGA Championship      | T50  | T55  | T51  | CUT  | CUT  | DNP  |      |

DNP = nicht teilgenommen (engl. did not play)

WD = aufgegeben (engl. withdrawn)

CUT = Cut nicht geschafft

„T“ geteilte Platzierung (engl. tie)

Grüner Hintergrund für Siege

Gelber Hintergrund für Top 10.

## Teilnahmen an Teamwettbewerben
- Ryder Cup: 2008 (Sieger)
- Presidents Cup: 2009 (Sieger)